# Distrito de Lonya Grande
El distrito de Lonya Grande es uno de los siete distritos de la Provincia de Utcubamba, ubicado en el Departamento de Amazonas, en el norte del Perú. Limita por el noreste con el distrito de Bagua Grande y el distrito de Jamalca; por el sureste con la provincia de Luya; por el suroeste con el departamento de Cajamarca y; por el noroeste con el distrito de Yamón.
Desde el punto de vista jerárquico de la Iglesia Católica forma parte del Diócesis de Chachapoyas.

## Historia
El distrito fue creado el 5 de febrero de 1861 mediante Ley, en el gobierno del Presidente Ramón Castilla. 

## Geografía
Abarca una superficie de 327,92 km² y tiene una población estimada mayor a 9 000 habitantes. 
Su capital es el pueblo de Lonya Grande. Está considerada como zona de pobreza, según el mapa de Pobreza publicada por el INEI 2007.
El pueblo está dividido por barrios, así tenemos el Barrio el Misti, el centro del pueblo, El Barrio Porvenir, Nueva Dheli, San Juan (ex ishpina), la calle más transitada y comercial es la calle Comercio..
Este Distrito se caracteriza porque su vegetación tupida, apreciándose los microclimas, aunque ahora con la explosión demográfica y el mal tratamiento medioambiental se están generando problemas en la salud, agricultura y pesca artesanal. Tiene en sus alrededores pinturas rupestres y ríos maravillosos como el Tactamal y el Shahuindo, quedando pendiente el tema de la promoción para incentivar al turismo
La actividad comercial, la ganadería y la agricultura son los modos de vida de la gente que habita en dicho pueblo. El cultivo del café es su principal actividad y fuente de ingresos de las familias, puesto que en la actualidad existen alrededor de 9,500 has cultivadas con una producción de 130,000 quintales por campaña representando un Valor Bruto de más de 50 millones de nuevos soles en el año 2009, de dicha producción el 65% cuenta con sello de certificación ecológica (Fuente: Diagnóstico de la caficultura en la cuenca del Alto marañón por Elmer Sánchez O.).
Tiene dos colegios uno diurno y otro nocturno: El colegio secundario (diurno) fue creado por el Sr. Cirilo Mejia Vicuña, y el colegio nocturno se hizo realidad por gestión de Cesar Enrique Campos Guevara, quien se desempeñaba como gerente de la cooperativa agraria cafetalera Lonya Grande, quien logró la creación de dicho colegio sin gasto alguno para el Estado, contando para ello con el apoyo desinteresado de los primeros profesores, quienes ad-honorem apoyaron al centro educativo. 
El Pueblo tiene además un Instituto Superior Tecnológico creado por iniciativa de doña Elina Carreazo de Heredia,  siendo el profesor Gonzalo Delgado Vega su primer director. Destacan también otras personalidades en el distrito, tales como: don Francisco Gonzales Huaman, quien fue alcalde, juez de paz, presidente de cooperativa e importante empresario agrícola, cuando se desempeñaba como presidente de la cooperativa, incentivó el arte en los escolares, mediante concursos a cuyos ganadores personalmente se encargaba de premiar.
Existen dos clubes deportivos: el Marañón y el San Francisco de Asís, que en el 2009 fue campeón de Lonya Grande y del departamento de Amazonas. Famosos deportistas nacionales han jugado en las canchas de Lonya grande, como es el caso de Waldir Saenz, Héctor Chumpitaz.

## Capital
La Capital del Distrito es Lonya Grande

## Centros Poblados
1. Roblepampa
2. Yungasuyo

## Caseríos
1. Buenos Aires
2. Pucallpa
3. Calpón
4. Queromarca
5. Carachupa
6. Roble San Francisco
7. Chaupe
8. Rodríguez Tafur
9. Danja
10. San Felipe
11. Fátima
12. San Isidro
13. Gracias a Dios
14. San Juan
15. Huamboya
16. San Miguel
17. Huaylla
18. San Pedro
19. La Pirca
20. Santa Cruz
21. La Unión
22. Santa Rosa
23. Limones
24. Santa Rosa de Jaipe
25. Nueva York
26. Sequiapampa
27. Nuevo Belén
28. Suiza
29. Nuevo Triunfo
30. Tullanya
31. Nuevos Aires
32. Yungay
33. Ortiz Arrieta
34. Zapatalgo
35. Pillunya
36. Pomalca
37. Portachuelo

## Autoridades

### Municipales
- 2011-2014[2]
  - Alcalde: Hidelfonso Guevara Honores, Movimiento Regional Amazonense Unidos Al Campo (MRAUAC).
  - Regidores: Juanito Vásquez Cervera (MRAUAC), Humberto González Díaz (MRAUAC), Teodoro Bustos Valdivia (MRAUAC), América Vianny Ynga Olano (MRAUAC), Maritza Campos Segura (Partido Aprista Peuano)
- 2007-2010
  - Alcalde: Antonio Homero Aguilar Tapia.

Se espera en algún momento que la plaza de armas sea liberada de los paraderos informales de vehiculos tales como automoviles, camionetas, minis van,  que hacen servicio a Jaen y Chiclayo, debiéndose organizar en terminales para no malograr el ornato y el orden en la  ciudad. Otro problema constante es lo que originan las motos lineales y de tres ruedas, no hay control de documentación ni de seguridad, muchos accidentes,  han sucedido por falta de control

### Policiales
- Comisario: no hay comisario, alternan entre personal policial, el apoyo es escazo, las rondas apoyan en la seguridad ciudadana.

### Religiosas
- Obispo de Chachapoyas: Monseñor Emiliano Antonio Cisneros Martínez, OAR.[3]
- Párroco:

## Festividades
Su Santo Patrón es San Francisco de Asís y se le rinde homenaje todos los años a partir del 3 al 8 de octubre, la gente de las campiñas y pueblos aledaños llegan a celebrar las festividades.

## Personajes ilustres
Lonya Grande, tiene también dos héroes nacionales: el Cabo PNP José Gálvez Carrasco, quien el 12 de octubre del año 1984 fue asesinado en la plaza de Ayacucho por Terroristas y el Teniente E.P. Edward Alberto Carrasco Campos, quien el 28 de diciembre de 1989 fue abatido en emboscada por terroristas de "Sendero Luminoso". Motivo por el cual en Ayacucho existe un puerto en su honor llamado "Puerto Roca", pues el nombre que adoptó este oficial EP durante la guerra a la subversión era de "Teniente Roca".